# Mark Springborg
Mark Johann Springborg (* 29. Mai 1980 in Kopenhagen) ist ein ehemaliger dänischer Schauspieler und Synchronsprecher.

## Leben
Mark Springborg wuchs als Sohn des Schauspielers Steen Springborg und der Filmproduzentin Alexandra Foss (1956–2022) gemeinsam mit zwei jüngeren Schwestern in Kopenhagen auf, wo er bis heute lebt.
Springborg, der nie eine professionelle Schauspielausbildung absolvierte, wirkte ab seinem 15. Lebensjahr in mehreren Filmen und Fernsehserien mit. Darüber hinaus war er auch als Synchronsprecher für Zeichentrickfilme tätig, wie beispielsweise für Bernard und Bianca im Känguruland. Mitte der 2000er-Jahre zog er sich aus der Filmbranche zurück und arbeitete fortan als Wachmann für verschiedene Unternehmen, wie beispielsweise auch am Flughafen Kopenhagen-Kastrup.
Aus einer mehrjährigen Beziehung mit der Schauspielerin und Choreografin Therese Glahn ging eine Tochter hervor, die Schauspielerin Elvira Glahn (* 2004).

## Filmografie (Auswahl)
- 1995–1998: Hjem til fem (Fernsehserie, 25 Folgen)